# تراينوفا

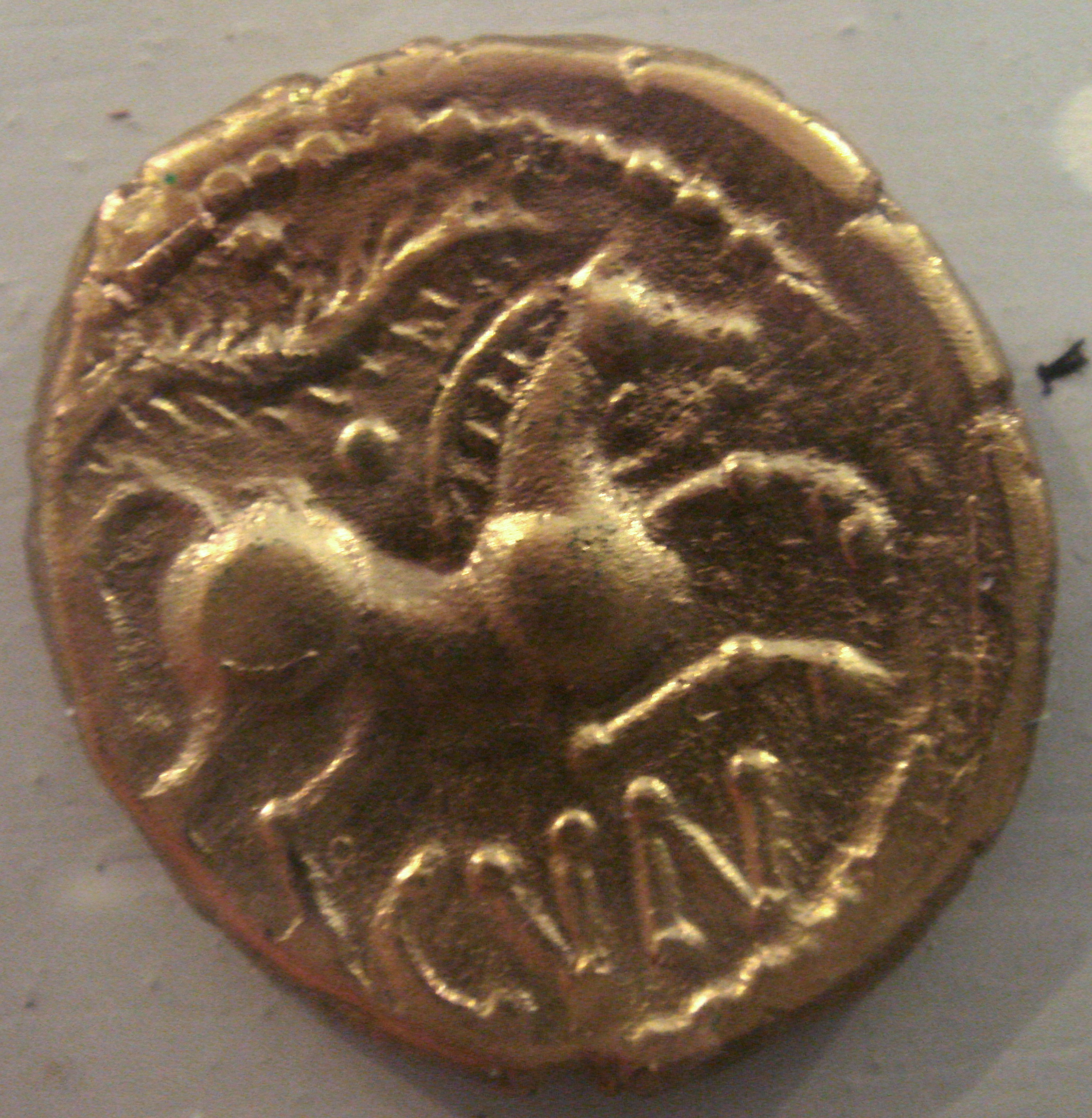
عملة من
تراينوفا

 تراينوفا  تعتبر إحدى قبائل سلتيك (ما قبل الرومانية). وكانت أراضيها على الجانب الشمالي من نهر التيمز المصب في إسيكس وسوفولك، وشملت الأراضي الواقعة الآن في لندن الكبرى.
اشتق اسمها من بادئة المؤكدة السلتية "tri-"، كانت عاصمتهم (كولشستر الحديثة )، أحد المواقع المقترحة من كاميلوت الأسطورية.
تم غزو بريطانيا في 55 و 54 قبل الميلاد، واعتبرت تراينوفا القبيلة الأقوى في بريطانيا.